# Ford Evos (Konzeptfahrzeug)
Der Ford Evos ist ein Fahrzeug des Automobilherstellers Ford, das auf der Internationalen Automobil-Ausstellung 2011 vorgestellt wurde, jedoch nicht in Serie ging. Es sollte einen Ausblick auf das zukünftige Ford-Design, im Speziellen auf die folgende Modellgeneration des Ford Mondeo bieten. Entwickelt wurde das Modell bei Vercarmodel Saro in Orbassano.

## Fahrzeugcharakteristika
Bei diesem Fahrzeug handelt es sich um ein viertüriges, viersitziges Coupé, das von J Mays als Weiterentwicklung aus dem „Kinetic Design“ entworfen wurde. Das Fahrzeug verfügt – wie bereits zuvor die Studie Ford Iosis – über gegenläufig angeschlagene Flügeltüren und keine B-Säule. Angetrieben wird der Plug-In-Hybrid wahlweise von einem Otto- oder einem Elektromotor, die Energie wird in einem von Ford entwickelten Lithium-Ionen-Akkumulator gespeichert. Beim Antrieb handelt es sich nicht um eine Studie, er wurde vom 2013 in Serie gehenden Ford C-MAX Energi übernommen.
Der Ottomotor kommt erst zum Einsatz, wenn die Höchstgeschwindigkeit von 75 km/h für Elektrobetrieb überschritten wird oder der gespeicherte Strom für den Elektromotor zur Neige geht. Die Gesamtreichweite des Antriebskonzepts beträgt über 800 Kilometer.
Die Voll-LED-Scheinwerfer, die es zukünftig auch bei den Ford-Serienfahrzeugen geben wird, sind sehr flach gehalten, und wirken dadurch schlitzförmig, der Kühlergrill ist trapezförmig und nicht so weit nach unten gezogen wie bei den aktuellen Ford-Modellen. Weit ausgestellte Radhäuser verleihen dem Fahrzeug einen sehr sportlichen Eindruck. Am Heck des Wagens ist ein durchgängiges Rückleuchtenband zu finden, darunter ein mittig angeordneter, ebenfalls trapezförmiger Auspuff und ein großer, silberfarbener Diffusor.
Im Innenraum sind vier Schalensitze zu finden, die Armaturen sind komplett digital. Bei höreren Geschwindigkeiten werden weniger wichtige Informationen automatisch ausgeblendet, um die Gefahr einer Ablenkung zu verringern. Die Wiedergabeliste des Audiosystems, sowie Einstellungen für die Klimatisierung, Sitzposition und sogar die gewünschten Abstimmungen von Lenkung, Fahrwerk und Getriebe sollen über einen Cloud-Zugriff vollautomatisch auf den Fahrer eingestellt werden. Die Elektronik ermittelt über die Sitze während der Fahrt die Pulsfrequenz des Fahrers und passt das Auto seiner physischen Verfassung an, spezielle Filtersysteme schützen die Insassen darüber hinaus vor unreiner Luft.